# تقران جريبي شوكي صالع
التقران الجريبي الشوكي الصالع (بالإنجليزية: Keratosis follicularis spinulosa decalvans)‏ أو متلازمة سيمنز الأولى (بالإنجليزية: Siemens-1 syndrome)‏ هو مرض نادر مرتبط بالكروموسوم أكس، وصفه هرمان فرنر سيمنز في عام 1926. يبدأ المرض في السنة الأولى من عمر الطفل على شكل تقران الجريبات الشعرية على الوجه ثم تنتشر لاحقا إلى أجزاء أخرى من الجسم.:580,762:649,714
يعتقد بارتباط المورثة SAT1 بهذا المرض.